# Elecciones presidenciales de Zaire de 1984
Las elecciones presidenciales se llevaron a cabo en Zaire el 29 de julio de 1984, en la forma de un referéndum sobre la candidatura de Mobutu Sese Seko, del Movimiento Popular de la Revolución, que obtuvo una aplastante victoria con un inverosímil 99.16% de los votos. La participación, como en las anteriores elecciones bajo el régimen mobutista, superó el número de votantes registrados.

## Resultados
| Elección                           | Votos      | %     |
| ---------------------------------- | ---------- | ----- |
| Sí                                 | 14.885.997 | 99.16 |
| No                                 | 126.101    | 0.84  |
| Total                              | 15.012.078 | 100   |
| Fuente: African Elections Database |            |       |